# Réacteur S4W

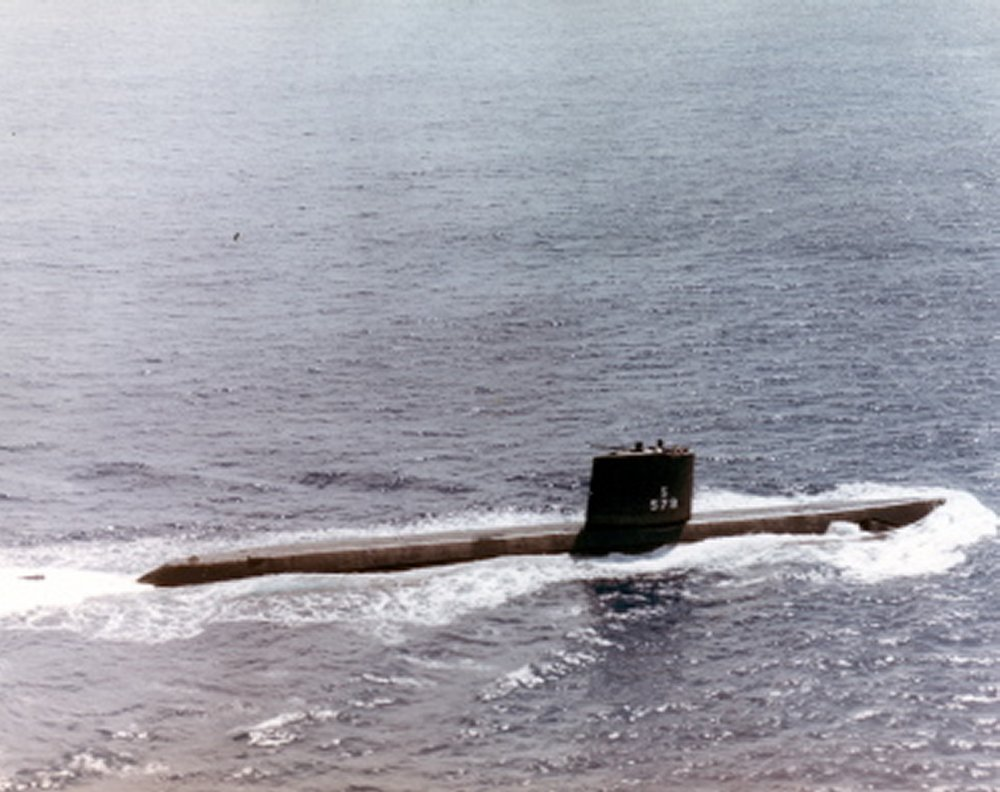
L'USS Swordfish (SSN-579) de la classe Skate.

Le S4W Reactor est un réacteur nucléaire conçu dans les années 1950 par Westinghouse Electric et utilisé par l’United States Navy pour fournir l’électricité et la propulsion sur les sous-marins de la classe Skate. Il s’agit d’un réacteur à eau pressurisée.
L’acronyme S4W signifie :
- S = sous-marin (Submarine)
- 4 = numéro de la génération pour le fabricant
- W = Westinghouse Electric pour le nom du fabricant

Il s'agit d'une variante des réacteurs S3W avec des générateurs de vapeurs horizontaux utilisés pour les réacteurs S1W et S2W. Chaque réacteur développe une puissance de 7 300 SHP, soit environ 5,5 MW.
Deux navires de la classe Skate furent équipés de ce type de réacteur : l'USS Swordfish (SSN-579) et l'USS Seadragon (SSN-584).